# Alalaghatta, Gubbi
Alalaghatta là một làng thuộc tehsil Gubbi, huyện Tumkur, bang Karnataka, Ấn Độ.